# Окленд (Флорида)
Окленд (англ. Oakland) — місто (англ. town) в США, в окрузі Орандж штату Флорида. Населення — 3516 осіб (2020).

## Географія
Окленд розташований за координатами 28°33′15″ пн. ш. 81°38′0″ зх. д. / 28.55417° пн. ш. 81.63333° зх. д. (28.554083, -81.633378).  За даними Бюро перепису населення США в 2010 році місто мало площу 5,45 км², з яких 5,44 км² — суходіл та 0,02 км² — водойми.

## Демографія
Згідно з переписом 2010 року, у місті мешкало 2538 осіб у 846 домогосподарствах у складі 685 родин. Густота населення становила 465 осіб/км².  Було 931 помешкання (171/км²).
Расовий склад населення:
| - 67,8 % — білих - 20,4 % — чорних або афроамериканців - 4,8 % — азіатів - 0,6 % — корінних американців - 0,4 % — вихідців з тихоокеанських островів - 2,9 % — осіб інших рас |

До двох чи більше рас належало 3,0 %. Частка іспаномовних становила 10,0 % від усіх жителів.
За віковим діапазоном населення розподілялося таким чином: 27,0 % — особи молодші 18 років, 63,7 % — особи у віці 18—64 років, 9,3 % — особи у віці 65 років та старші. Медіана віку мешканця становила 39,0 року. На 100 осіб жіночої статі у місті припадало 93,2 чоловіків;  на 100 жінок у віці від 18 років та старших — 90,4 чоловіків також старших 18 років.
Середній дохід на одне домашнє господарство  становив 112 549 доларів США (медіана — 92 438), а середній дохід на одну сім'ю — 125 155 доларів (медіана — 101 128). Медіана доходів становила 65 000 доларів для чоловіків та 48 558 доларів для жінок. За межею бідності перебувало 6,5 % осіб, у тому числі 9,2 % дітей у віці до 18 років та 4,4 % осіб у віці 65 років та старших.
Цивільне працевлаштоване населення становило 1442 особи. Основні галузі зайнятості: освіта, охорона здоров'я та соціальна допомога — 19,1 %, науковці, спеціалісти, менеджери — 14,6 %, мистецтво, розваги та відпочинок — 12,7 %, роздрібна торгівля — 11,2 %.